# Азербайджанский государственный академический национальный драматический театр
Азербайджанский государственный академический национальный драматический театр (азерб. Azərbaycan Dövlət Akademik Milli Dram Teatrı) — академический театр драмы в Баку, столице Азербайджана.

## История театра

Памятник Физули перед зданием театра

10 марта 1873 года ученики Бакинской реальной гимназии под руководством учителя Гасан-бека Зардаби в клубе Бакинского Общественного собрания поставили пьесу М. Ф. Ахундова «Приключения визиря Сарабского ханства». После этого, через несколько десятков лет, возникали различные театральные труппы при обществах «Nicat», «Səfa», «Həmiyyət». Возник Союз мусульманских драматических артистов. Действовала труппа под руководством братьев Гаджибековых, Узеира и Зульфугара.
18 октября 1918 года министром просвещения АДР на заседании правительства был представлен доклад о театральном деле. Правительство приняло решение о создании театра. Был создан Государственный тюркский театр оперы и драмы.
Для размещения театра было решено приобрести здание братьев Маиловых (здание действующего Азербайджанского театра оперы и балета имени М. Ф. Ахундова).
Официальное открытие театра состоялось в 1919 году с участием деятелей парламента и правительства.
В 1919 году разрозненные азербайджанские театральные труппы объединяются в труппу данного театра.
Первым директором театра стал Гуламрза Шарифзаде. Его заместителем — Зульфугар Гаджибеков.
В 1959 году театр получил звание Академического театра.
В 1948 году театр был награждён орденом Трудового Красного Знамени, в 1974 году — орденом Ленина.
Актёрская труппа театра состоит из 15 народных артистов, 26 заслуженных артистов, 14 драматических артистов и 7 работников вспомогательного состава.

## Наименование
В разные годы азербайджанский драматический театр носил названия: «Государственный театр», «Объединенный государственный театр», «Азербайджанский тюркский драматический театр».
В 1923—1933 годы театр носил имя Дадаша Буниятзаде, в 1933—1991 годы — имя Мешади Азизбекова.
В 1991 году театр был переименован в Азербайджанский государственный академический национальный драматический театр.

## Здание театра

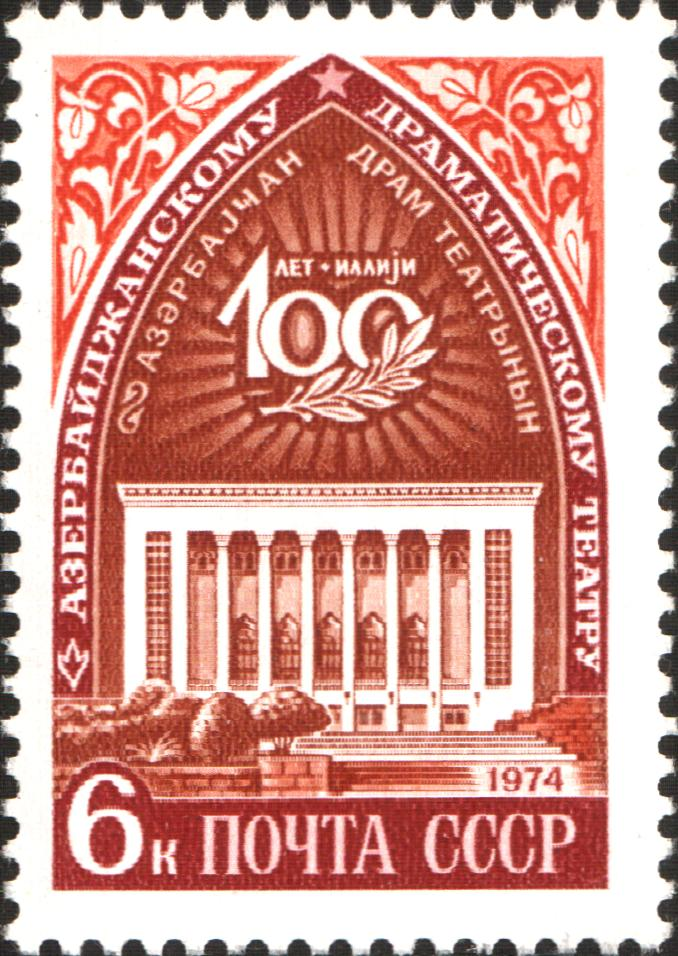
Почтовая марка СССР в честь 100-летия театра

Архитекторами современного здания театра, построенного в 1960 году, являются Г. Али-заде и М. Мадатов.
В 1962 году перед зданием театра был установлен памятник Физули.
В 2010—2011 годах в театре сделали капитальный ремонт, после чего 10 марта 2011 года состоялось открытие театра после реставрации.

## Деятельность

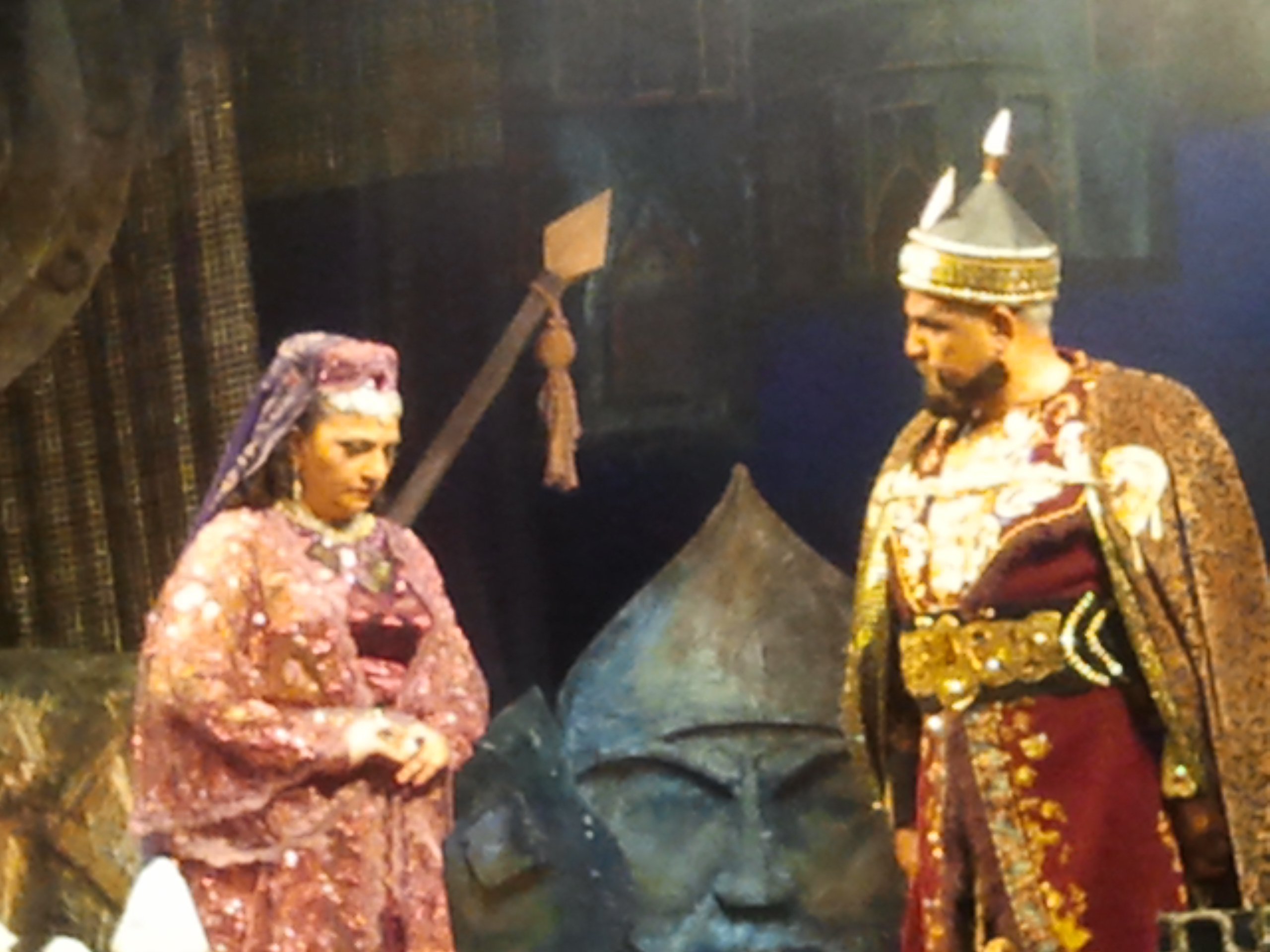
Спектакль «Амир Теймур». Режиссёр-постановщик Мехрибан Алекперзаде

За время деятельности театра в нём играли такие актёры как Гусейн Араблинский, Аббас-Мирза Шарифзаде, Мамедали Велиханлы, Ульви Раджаб, Мухтар Дадашев, Джахангир Зейналов, Мирза ага Алиев, Сидги Рухулла, Евгения Оленская, Алескер Алекперов, Адиль Искендеров, Барат Шекинская, Лейла Бадирбейли, Фуад Поладов и многие другие.
В театре ставились спектакли по произведениям Джафара Джаббралы, Мирза Фатали Ахундова, Али бека Гусейнзаде, Наджаф бека Везирова, Гусейна Джавида, Сабита Рахмана, Наримана Нариманова, Ильяса Эфендиева, а также мировых классиков, таких как Шекспир, Шиллер, Мольер, Дюма, В. Гюго, Бальзак, Пушкин, Лермонтов, Толстой, Гоголь.
Труппа театра неоднократно была на гастролях в Москве (1930, 1948, 1959, 1974, 1996), Санкт-Петербурге (1930), Казани (1930), Ереване (1926, 1927, 1954, 1957), Тбилиси (1960, 1984), Ташкенте (1934, 1951), Ашхабаде (1934), в Турции (1990, 1992), Германии (1992) и на Кипре (1992), в Грузии (2011), Симферополе (2011).
Некоторые постановки театра были удостоены Государственных премий СССР и Азербайджана.
13 мая 2018 года в Азербайджанском государственном академическом национальном драматическом театре состоялась премьера спектакля «Манкурт» в честь 90-летия Чингиза Айтматова.

## Труппа
| Главный режиссёр - Азер Паша Нематов Народные артисты - Али Нурзаде - Бести Джафарова - Джафар Ахмедов - Фиренгиз Муталлимова - Гаджи Исмайлов - Казым Абдуллаев - Лалезар Мустафаева - Мехрибан Зеки - Малейка Асадова - Нуреддин Мехдиханлы - Рафиг Азимов - Рамиз Мелик - Рамиз Новруз - Сабир Мамедов - Саида Кулиева - Шукюфа Юсупова - Земфира Нариманова | Заслуженные артисты - Аббас Гахраманов - Алмаз Аманова - Анар Гейбатов - Аслан Ширин - Айшад Мамедов - Эльхан Кулиев - Эльшан Джабраилов - Эльшан Рустамов - Эльвида Джафаров - Физули Гусейнов - Хиджран Насирова - Ирада Гасанова - Ровшан Керимдухт - Мехрибан Ханларова - Месме Агавердиева - Мезахир Джалилов - Метанет Атакишиева - Мирзе Агабейли - Мунаввар Алиева - Казым Гасанкулиев - Первиз Багиров - Севинч Алиева - Санубар Искендерли - Шалала Шахвеледкызы - Вафа Рзаева | Драматические актёры - Джумшуд Зейналов - Дилара Назирова - Эльчин Эфенди - Эльнар Гараев - Эльнур Гадиров - Амина Бабаева - Фарида Шахбазова - Фируза Балаева - Хадиджа Новрузлу - Илаха Хасанова - Ильяс Ахмад - Ляман Иманова - Матлаб Абдуллаев - Нигяр Гюльахмедова - Рада Насибова - Рашад Бахтияров - Рамин Шихалиев - Рустам Рустамов - Шахла Аликызы - Вюсал Мустафаев | - Аждар Гамидов - Рафаель Дадашов - Тофиг Гусейнов - Сиявуш Аслан - Севиль Халилова - Яшар Нури - Тельман Адыгёзалов - Хафиз Фатуллаев - Ильгам Аскеров - Алескер Мамедов - Фируз Худавердиев |